# 阿尔加文化
阿尔加文化（英語：El Argar）约公元前2千纪初，于伊比利亚半岛的阿尔梅里亚地区出现的以繁荣的青铜、金银冶炼业为特征的文化。这一文化的社会与地中海东部各贸易中心的贸易颇为活跃，约公元前1700年—约公元前1000年间达到鼎盛，文化的分布范围扩展到半岛的南部、中部和黎凡特地区，及巴利阿里群岛。

## 扩展阅读
- F. Jordá Cerdá et al. History of Spain 1: Prehistory. Gredos ed. 1986. ISBN 84-249-1015-X